# Moon Mask Rider
Moon Mask Rider (正義を愛する者 - 月光仮面?, Seigi wo Ai Suru Mono - Gekkō Kamen) è un anime tratto da una serie televisiva giapponese che spopolò negli anni sessanta proprio nel Sol Levante, dando inizio ad un periodo d'oro per tutti gli eroi in maschera. Il titolo originale, Seigi o aisuru mono - Gekko Kamen, può essere tradotto come "Maschera del chiaro di luna, colui che ama la giustizia".

## Trama
Vari nemici minacciano il mondo e in particolare il Giappone, a contrapporsi a loro c'è un misterioso e mascherato motociclista che al momento giusto arriva per combattere per la giustizia. Il primo di questi nemici è Unghie di Satana il quale manovrando i suoi stessi uomini cerca di raggiungere il suo scopo occulto, ma proprio grazie a uno degli alleati di quest'ultimo (in particolare un ninja) Gekko Kamen lo sconfigge.
In seguito però arriva un nuovo nemico che prende il nome di Dottor Dogma, questo è uno scienziato che con un misto di tecnologia e magia, si pone come obbiettivo la conquista del mondo. Dogma sceglie di utilizzare per il suo obbiettivo una scimmia gigantesca e pacifica che prende il nome di Mammoth Kong trasformandola e mettendola sotto il suo controllo, Gekko Kamen con varie peripezie aiuta la città di Tokyo a resistere a questa minaccia finché la polizia non riesce a sconfiggere Mammoth Kong attraverso l'utilizzo di Justice, un robot. Mammoth Kong viene catturato a riportato alla normalità grazie alle cure e alla vicinanza a suo figlio, nel frattempo però Dogma che non si è dato per vinto ruba Justice e lo utilizza per i suoi obbiettivi, ma Gekko Kamen lo sconfigge con l'aiuto di Mammoth Kong. In seguito Dogma infuriato parte all'attacco diretto di Gekko Kamen e quest'ultimo lo elimina.
Qualche tempo dopo a minacciare il mondo arriva Zanne di Drago, un essere dalle origini probabilmente diaboliche che fa di tutto per rubare il cristallo O.H., questo cristallo ha tra i tanti poteri quello di trasformare l'acqua in aria dalle proprietà pure. Gekko Kamen aiuta a difendere il cristallo O.H. dagli attacchi di Zanne di Drago fino a cui questo decide di attaccare il mondo attraverso dei missili nucleari. Gekko Kamen e i suoi amici riescono a sventare la minaccia e nella battaglia finale Zanne di Drago si trasforma in un drago gigantesco che viene però sconfitto da Gekko Kamen.

## Personaggi
- Gekko Kamen
- Agente privato Juro Iwai (祝 十郎?, Iwai Jūrō) - probabilmente la vera identità di Gekko Kamen
- Shigeru - bambino orfano che vive con Juro
- Kaboko - bambina salvata da Juro
- Fukuro Dorohachi (袋 五郎八?, Gorōhachi Fukuro) - collega di Juro
- Professor Yamawaki - scienziato inventore del cristallo O.H.
- Matsuda - ispettore di polizia
- Mammoth Kong
- Piccolo Kong - figlio di Mammoth Kong
- Unghie di Satana
- Dottor Dogma
- Zanne di Drago

## Trasmissione

### Episodi
| Nº | Titolo italiano Giapponese 「Kanji」 - Rōmaji                                                                | In onda           | In onda |
| Nº | Titolo italiano Giapponese 「Kanji」 - Rōmaji                                                                | Giapponese        |         |
| 1  | L'orribile uomo pipistrello 「第一部 サタンの爪シリーズ 恐怖のこうもり男」 - Kyōfu no kōmori otoko           | 10 gennaio 1972   |         |
| 2  | La sfida dello scorpione rosso 「第一部 サタンの爪シリーズ 紅サソリからの挑戦」 - Beni sasori kara no chōsen | 17 gennaio 1972   |         |
| 3  | Il parco dei divertimenti maledetto 「第一部 サタンの爪シリーズ 呪われた遊園地」 - Norowareta yūen chi       | 24 gennaio 1972   |         |
| 4  | Ginryu il grande mago 「第一部 サタンの爪シリーズ 大魔術師・銀竜」 - Daimajutsushi. Ginryū                   | 31 gennaio 1972   |         |
| 5  | La maschera della morte 「第一部 サタンの爪シリーズ 死神仮面」 - Shinigami kamen                             | 7 febbraio 1972   |         |
| 6  | Le battaglie sotto la croce del sud 「第一部 サタンの爪シリーズ 南十字星の決闘」 - Minamijūjisei no kettō    | 14 febbraio 1972  |         |
| 7  | Il mistero dell'evaporazione umana 「第一部 サタンの爪シリーズ 怪奇.人間蒸発」 - Kaiki, ningen jōhatsu       | 21 febbraio 1972  |         |
| 8  | Il vendicatore dai capelli bianchi 「第一部 サタンの爪シリーズ 白髪の復讐鬼」 - Hakuhatsu no fukushū oni     | 28 febbraio 1972  |         |
| 9  | Kamaitachi il ninja venuto dall'inferno 「地獄の忍者かまいたち」 - Jigoku no ninja kamai tachi               | 6 marzo 1972      |         |
| 10 | Tamandoor il vampiro 「第一部 サタンの爪シリーズ 吸血鬼・タマンドア」 - Kyūketsuki Tamandoa                  | 13 marzo 1972     |         |
| 11 | Il diavolo in paradiso 「悪魔の楽園」 - Akuma no rakuen                                                      | 20 marzo 1972     |         |
| 12 | Il terrore nell'oscurità 「闇に踊る魔人」 - Yami ni odoru majin                                              | 27 marzo 1972     |         |
| 13 | La fine dell'uomo Unghie di Satana 「サタンの爪の最後」 - Satan no tsume no saigo                            | 3 aprile 1972     |         |
| 14 | Urla Mammut Kong 「吠えろ!マンモスコング」 - Hoero! Manmosu Kongu                                            | 10 aprile 1972    |         |
| 15 | Cyber n°1 L'uomo stella marina 「サイバー第一号ヒトデ人間」 - Saibaa dai ichi gō hitode ningen               | 17 aprile 1972    |         |
| 16 | Chameleon la donna spettrale 「妖怪カメレオン人間」 - Yōkai kamereon ningen                                  | 24 aprile 1972    |         |
| 17 | Il terribile uomo formica 「恐怖の蟻人間」 - Kyōfu no ari ningen                                             | 1º maggio 1972    |         |
| 18 | Azelanter l'uomo vegetale 「植物人間アゼランター」 - Shokubutsu ningen Azerantaa                             | 8 maggio 1972     |         |
| 19 | La tristezza dell'uomo millepiedi 「哀しみのムカデ人間」 - Kanashimi no mukade ningen                        | 15 maggio 1972    |         |
| 20 | Medawsa l'uomo medusa 「くらげ人間・メドーサ」 - Kurage ningen. medoosa                                      | 22 maggio 1972    |         |
| 21 | Iron Cyber il demonio 「魔人アイアンサイバー」 - Majin aiansaibaa                                            | 29 maggio 1972    |         |
| 22 | Cyber Kong il messaggero di Satana 「悪魔の使者サイバーコング」 - Akuma no shisha saibaa kongu               | 5 giugno 1972     |         |
| 23 | L'ha scampata bella Gekkokamen 「月光仮面危機一髪」 - Gekkō kamen kikiippatsu                                | 12 giugno 1972    |         |
| 24 | Justice l'eroico difensore della giustizia 「正義の英雄ジャスティ登場」 - Seigi no eiyū jasuti tōjō          | 19 giugno 1972    |         |
| 25 | Rivive il mammuth Kong 「マンモスコング甦る」 - Manmosu Kongu yomigaeru                                      | 26 giugno 1972    |         |
| 26 | Addio mammuth Kong 「さようならマンモスコング」 - Sayonara Manmosu Kongu                                     | 3 luglio 1972     |         |
| 27 | La sfida della zanna di drago 「ドラゴンの牙の挑戦」 - Doragon no kiba no chōsen                             | 10 luglio 1972    |         |
| 28 | Le maledette bambole di creta 「呪いの土人形」 - Noroi no dojin gata                                         | 17 luglio 1972    |         |
| 29 | L'orribile uomo roccia 「恐怖の岩石人間」 - Kyōfu no ganseki ningen                                          | 24 luglio 1972    |         |
| 30 | Il complotto per uccidere Gekkokamen 「月光抹殺作戦」 - Gekkō massatsu sakusen                               | 31 luglio 1972    |         |
| 31 | L'operazione della falsa amicizia 「ニセの友情作戦」 - Nise no yūjō sakusen                                  | 7 agosto 1972     |         |
| 32 | Il ninja fantasma diabolico 「魔のファントム忍者」 - Ma no fan tomu ninja                                    | 14 agosto 1972    |         |
| 33 | È stato rubato il cristallo O.H. 「H・O結晶体うばわれる!」 - H.O kesshō tai ubawareru!                       | 21 agosto 1972    |         |
| 34 | Un invito alla morte 「死への招待状」 - Shi e no shōtaijō                                                    | 28 agosto 1972    |         |
| 35 | La rapsodia infernale 「地獄への狂想曲」 - Jigoku e no kyōsōkyoku                                            | 4 settembre 1972  |         |
| 36 | La misteriosa isola "il collo del diavolo" 「怪奇"鬼首島"」 - Kaiki "onikōbe tō"                             | 11 settembre 1972 |         |
| 37 | Operazione devastazione Tokyo 「東京壊滅作戦」 - Tōkyō kaimetsu sakusen                                      | 18 settembre 1972 |         |
| 38 | 12 ore di terrore 「12時間の恐怖」 - 12 jikan no kyōfu                                                       | 25 settembre 1972 |         |
| 39 | La giustizia eterna 「正義は永遠に…」 - Seigi wa eien ni...                                                  | 2 ottobre 1972    |         |

### Edizione italiana
In Italia la serie anime è stata trasmessa solo su emittenti locali a partire dalla metà degli anni '80. Dal 2018 è stata replicata nel contenitore Contactoons per la prima volta con una sigla italiana, cantata da Santo Verduci, ed è stata caricata ufficialmente sul canale YouTube dell'editore Sanver Production.

### Doppiaggio
| Personaggio           | Doppiatore originale | Doppiatore italiano                                 |
| --------------------- | -------------------- | --------------------------------------------------- |
| Juro Iwai/Gekko Kamen | Michihiro Ikemizu    | Sergio Masieri                                      |
| Shigheru              | Hiroko Maruyama      | Daniela Fava                                        |
| Fujiko                |                      | Lisa Mazzotti                                       |
| Gorohachi             |                      | Roberto Colombo (ep.1-10) Sergio Masieri (ep.11-38) |
| Matsuda               |                      | Salvatore Landolina                                 |
| Unghie di Satana      |                      | Adolfo Fenoglio                                     |

## Eredità culturale
Gō Nagai ha creato una serie ecchi tratta da Gekko Kamen con il nome Kekko Kamen (けっこう仮面?, Kekkō Kamen).
Il personaggio è presente all'interno del film I miei vicini Yamada di Isao Takahata sotto forma di parodia.